# Marysia i krasnoludki
Marysia i krasnoludki − polski film z 1960 roku na podstawie baśni Marii Konopnickiej O krasnoludkach i o sierotce Marysi, będąca połączeniem filmu aktorskiego, przyrodniczego i lalkowego. Zdjęcia plenerowe były realizowane w Dolinie Sąspowskiej w Ojcowskim Parku Narodowym i w Zakopanem.

## Fabuła
Zima powoli ustępuje wiośnie. Przyroda budzi się do życia. Król Błystek, władca krasnoludków, marznąc w swej grocie, z niecierpliwością wyczekuje nadejścia cieplejszych dni. Pragnie, by jeden z jego poddanych wyszedł na powierzchnię i sprawdził, czy śnieg już stopniał. Żaden ze sług nie kwapi się zbytnio do tego zadania. Monarcha wysyła zatem w świat swego nadwornego kronikarza − Koszałka-Opałka. Krasnoludek opuszcza schronienie, by szukać wiosny. Koszałek-Opałek wędruje wśród śpiewu ptaków, bujnej zieleni i kwitnących kwiatów. Wiosny jednak nie dostrzega. Dochodzi do wniosku, że zatrzymała ją królowa Tatra. Przysiada w cieniu drzewa i zmęczony zasypia. Tymczasem w pobliskiej wiosce zdarza się nieszczęście. Lis porywa jedną z kur gospodyni. Lament kobiety sprawia, iż zbiegają się zaniepokojeni sąsiedzi. Gdy dowiadują się, co się stało, ruszają w pościg za zwierzęciem. Mijają miejsce, w którym śpi kronikarz. Jeden z osadników niechcący łamie jego gęsie pióro. Koszałek porzuca legowisko i trafia na lisa, który właśnie zjada swoją zdobycz. Krasnoludek żali się, że zniszczono jego pióro. Przebiegłe zwierzę obiecuje mu nowe w zamian za drobną przysługę. Nieopodal Marysia pasie swoje gąski. Lis namawia Koszałka, by schował się w zaroślach i przywołał do siebie psa pilnującego stado. Łatwowierny krasnoludek przystaje na tę propozycję. Pies biegnie za głosem Koszałka, a lis atakuje stado. Przerażone gęsi uciekają do rzeki. Marysia biegnie za nimi, ale nie udaje jej się ich dogonić. Jest bardzo zmartwiona, nie chce wracać do domu bez swoich zwierząt. Skruszony Koszałek przeprasza dziewczynkę. Marysia go nie wini, wie, że lis go przechytrzył. Koszałek i Marysia wyruszają razem na poszukiwanie stada. Król Błystek nie doczekawszy się wieści od kronikarza wychodzi z groty wraz ze swoją świtą. Maszerują nocą, niosąc latarnie. Nagle w jeden z lampionów uderza nietoperz i światło gaśnie, a król wpada do dziury. Z opresji ratuje go gospodarz Skrobek. Mężczyzna zaprasza monarchę i jego poddanych do siebie. Na miejscu czeka na Skrobka smutna wiadomość. Marysia zniknęła. Nastaje nowy dzień. Monarcha wita się ze Skrobkiem, który bardzo martwi się o dziewczynkę. Król pociesza przyjaciela. Krasnoludki starają się odwdzięczyć za gościnę i pomagają gospodarzowi przy pracy. Marysia i Koszałek wędrują w poszukiwaniu gęsi. Na swojej drodze spotykają pastuszków. Dzieci pozwalają im ogrzać się przy ognisku. Dziewczynka wypytuje o swe gąski, ale nikt ich nie widział. Kronikarz opowiada wszystkim o królowej Tatrze. Wie, że monarchini pomaga dobrym ludziom. Pastuszkowie pytają Marysię, czy jest dobra. Dziewczynka odpowiada „Nie wiem.”
Kolejnego dnia wędrówki dziewczynka i krasnoludek zatrzymują się przy dębie i tam zasypiają. Koszałek czyta w księdze o królowej Tatrze. Nocą rozbrzmiewa koncert słynnego skrzypka - świerszcza Sarabandy. Z nastaniem dnia ruszają dalej. Tymczasem do wioski ponownie zakrada się lis. Jednak tym razem przegania go dzielny Żagiewko. Krasnoludek poddaje gospodyni myśl, by urządzić polowanie na lisa. Obławą dowodzi kowal. Mieszkańcom udaje się odnaleźć lisią jamę i wypędzić z niej szkodnika. Mieszkańcy wioski są bardzo wdzięczni krasnoludkom za pomoc. Niebawem król Błystek i jego poddani wracają do Kryształowej Groty.
Koszałek i Marysia w końcu docierają do królowej Tatry. Władczyni pyta dziewczynkę, jakie jest jej życzenie. Marysia pragnie tylko odzyskać swoje stado. Królowa, zdziwiona tak pokorną i skromną prośbą, postanawia ją spełnić. Marysia wraca w rodzinne strony. Cała wieś świętuje jej powrót. Koszałek znajduje gęsie pióro, ale jest smutny, gdyż reszta jego pobratymców wróciła pod ziemię. W końcu postanawia zostać z ludźmi, aby opowiadać dzieciom bajki.

## Obsada
- Mieczysław Voit − narrator (głos)
- Wojciech Siemion −
  - Koszałek-Opałek (głos)
  - Skrobek,
- Małgorzata Piekarska − Marysia
- Stanisław Rychlicki − król Błystek (głos)
- Maja Komorowska − Żagiewka (głos)
- Izabella Olszewska − kowalka
- Jacek Bławut − Józik
- Gustaw Holoubek − lis Sadełko (głos)
- Barbara Horawianka − królowa Tatra (głos)

i inni, w tym dzieci z okolicznych miejscowości.

## Premiera
Film miał premierę 25 lutego 1961 roku z poprzedzającym dodatkiem w postaci krótkometrażowego filmu animowanego Nocna warta z 1958 roku.